# بازآرایی میر–شوستر
بازآرایی میر–شوستر (به انگلیسی: Meyer–Schuster rearrangement) واکنشی شیمیایی است که طی آن یک بازآرایی کاتالیز شده توسط اسید رخ داده و پروپارژیل الکل‌های درجه دوم و سوم به کتون‌ها یا آلدهیدهای غیر اشباع α,β تبدیل می‌شوند. در صورت داخلی بودن گروه آلکین، کتون‌های غیر اشباع α,β و در صورت ترمینال بودن آلکین، آلدهیدهای غیر اشباع α,β تشکیل می‌شوند.
در صورتی این واکنش در حضور کاتالیزگر بازی انجام شود، واکنش را واکنش فاورسکی می‌نامند.